# Eumélosz (állatorvos)
Eumélosz thébai állatorvos (kb. 3–5. sz.). Írásos munkáiból néhány töredék fennmaradt; ezeket a Collection of Writers on Veterinary Surgery c. munkában publikálták (latinul: J. Ruellius, Párizs, 1530; görögül: S. Grynaeus, 1537). Címe Ιππιατρικόν (Ippiatrikon).